# ستيفن روبرتسون
ستيفن روبرتسون (بالإنجليزية: Stephen Robertson)‏ (16 مارس 1977 بغلاسكو في المملكة المتحدة - ) هو لاعب كرة قدم بريطاني في مركز حراسة المرمى. شارك مع منتخب اسكتلندا تحت 21 سنة لكرة القدم. أما مع النوادي، فقد لعب مع سانت جونستون وهاميلتون أكاديميكال ونادي سترنرير ‏ ونادي ألوا أثليتيك وأردريونيانز وKirkintilloch Rob Roy F.C. ‏ ونادي كلايدبانك ‏.

## وصلات خارجية
- ستيفن روبرتسون على موقع قاعدة بيانات كرة القدم.إي يو (الإنجليزية)
- ستيفن روبرتسون على موقع Soccerbase.com (لاعب) (الإنجليزية)